# Sweet Smoke
Sweet Smoke — американская группа, созданная в 1967 году и игравшая прогрессивный рок. Это в первую очередь live-группа, известная своими длинными, импровизированными выступлениями.

## История
Группа Sweet Smoke была создана Эндрю Дершином, Майком Пэрисом, Виктором Сакко, Джеем Дорфманом и Марвином Каминовицем в Бруклине, Нью-Йорк. Вначале группа играла в американских клубах перед небольшой аудиторией. Затем перебралась на Виргинские острова под именем «Ice Company», потому что руководство местных клубов считало, что название «Sweet Smoke» («Ароматный дым») и хипповский имидж были слишком вызывающими. Пробыв недолгое время на Карибских островах, группа в конце 1969 года переехала в Германию, где её участники получили поддержку немецкого скульптора Вальдемара Куна.
Их первый альбом Just a Poke 1970 года состоял только из двух продолжительных песен «Baby Night» (16:22 мин) и «Silly Sally» (16:24 мин).
Первая, вероятно, самая известная композиция группы, в основном из-за отличительных мелодий флейты Майкла Пэриса.
Вторая запоминается длинным барабанным соло Дорфмана, сыгранная в стерео-эффекте (т. н. пинг-понг эффект).
Первый альбом придал группе статус культовой иконы андеграунда, который возник в Европе как ответ американской сцене хиппи.
Именно благодаря их живым выступлениям, где группа была часто дополнена многочисленными другими музыкантами, она приобрела популярность.
После второго альбома Darkness to Light 1973 года в группе начались серьёзные разногласия. Пэрис и Розенстайн покинули Sweet Smoke.
После записи последнего концертного альбома 1974 года Sweet Smoke Live группа распалась окончательно.
В 1999 году группа воссоединилась для единоразового выступления.
Вот что сказал о творчестве группы один из её основателей и лидеров Майк Пэрис:
«Музыка Sweet Smoke была не просто коллекцией песен, которые люди сидели и слушали. Группа была скорее проводником, посредством которого её участники делились со слушателями своим видением и радостью жизни. Концерты представляли из себя взаимодействие между группой и публикой. Sweet Smoke были чем-то сродни космическому кораблю, постоянно исследовавшему неизвестные просторы музыкальной вселенной».

## Дискография
- 1970 Just a Poke
- 1973 From Darkness to Light
- 1974 Sweet Smoke Live

## Участники группы
- Эндрю Дершин — бас-гитара, перкуссия
- Майк Пэрис — тенор-саксофон, флейта, вокал, перкуссия
- Стив Розенстайн — гитара, вокал
- Джей Дорфман — ударные, перкуссия
- Марвин Каминовиц — соло-гитара, вокал
- Рохус Кун — виолончель
- Рик Д. Г. Раса — ситар
- Мартин Розенберг — тамбурин